# Damocles

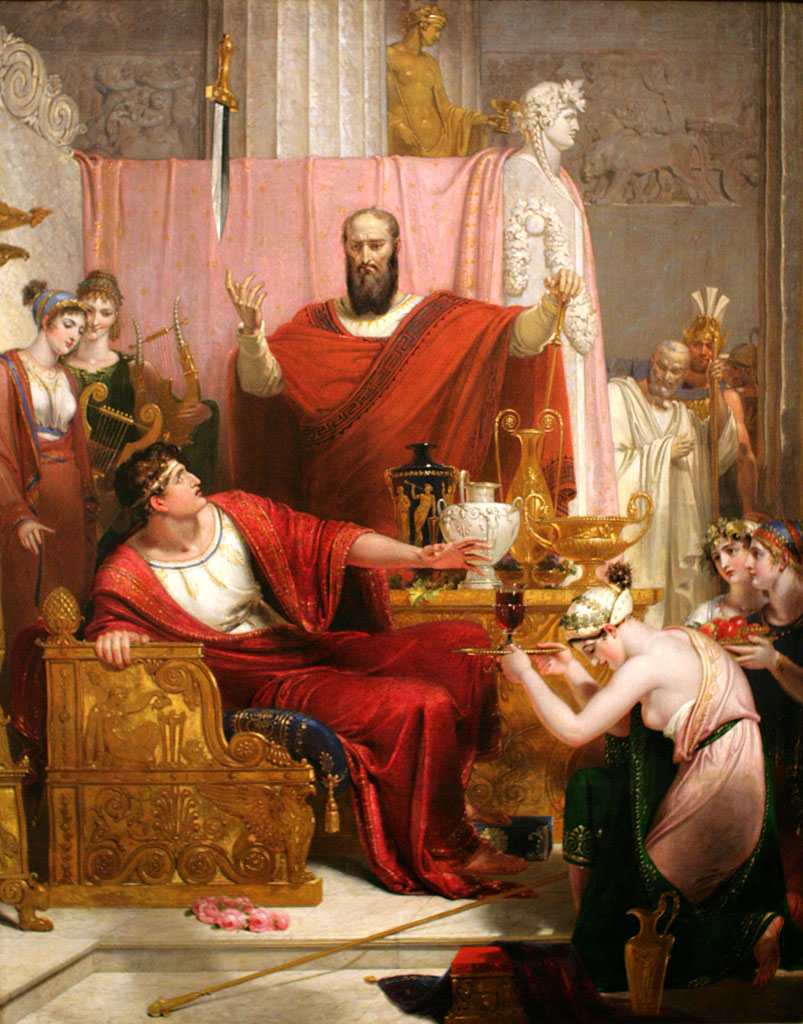
Richard Westall, Het zwaard van Damocles, 1812, Ackland Art Museum

Damocles (Grieks: Δαμοκλῆς, Damoklē̂s), letterlijk "Roem van de Mensen", was in het oude Griekenland een hoveling van Dionysius de Oudere, tiran van Syracuse. Hij was een vleier die tegen Dionysius zei hoe jaloers iedereen wel op hem was.

## Zwaard van Damocles
Dionysius bood hem daarop op een dag een banket aan in zijn paleis. Eerst vond Damocles het fijn om in die weelde te leven, tot hij merkte dat er boven zijn hoofd door Dionysius een zwaard aan een paardenhaar was gehangen om het gevaar te laten zien waardoor iemand die gelukkig of machtig is, voortdurend wordt bedreigd. Onmiddellijk verloor Damocles de wil om in voortdurende weelde te leven.
Damocles leeft voort in de uitdrukking "Het hangt hem/haar boven het hoofd als een zwaard van Damocles" – een continu dreigend en acuut (levens)gevaar, volkomen onbeheersbaar en onafwendbaar, te midden van voorspoed. Dit spreekwoordelijk onheil wordt aangewend als zinnebeeld voor een prangende situatie. Ook het klassieke lied Toen Damoclesje klein was verwijst naar deze anekdote. De zegswijze werd ook al gebruikt door Cicero.
De anekdote in verband met het zwaard kwam blijkbaar voor in de verloren geschiedschrijving over Sicilië van Timaeus van Tauromemium (circa 300 voor Chr.). De Romeinse dichter Horatius maakte in Ode 1 van het derde boek der Oden, eveneens een zinspeling op het zwaard van Damocles. In deze ode prijst hij de voordelen van een eenvoudig en sober leven.

## In moderne cultuur
- De donkere kamer van Damokles is een roman van Willem Frederik Hermans uit 1958, onder de titel Als twee druppels water verfilmd door Fons Rademakers in 1963.
- Damokles is een voormalig KRO-radioprogramma, waarin documentaires werden uitgezonden.